# Fram-Inseln
Der Fram-Inseln (französisch Îles Fram) sind eine Gruppe kleiner Felseninseln und Rifffelsen. Sie liegen 3 km nordnordwestlich des Kap Géodésie im westlichen Teil des Géologie-Archipels.
Luftaufnahmen der Inseln entstanden bei der US-amerikanischen Operation Highjump (1946–1947). Französische Wissenschaftler kartierten im Zuge einer von 1949 bis 1951 dauernden Forschungsfahrt. Sie benannten die Inseln nach dem norwegischen Forschungsschiff  Fram.